# Telnice (Ústí nad Labem-i járás)
Telnice település Csehországban, az Ústí nad Labem-i járásban. Telnice Krupka, Ústí nad Labem, Libouchec, Petrovice, Chlumec és Altenberg településekkel határos. Lakosainak száma 694 fő (2024. január 1.).

## Népesség
A település lakosságának változását az alábbi diagram mutatja:
| Lakosok száma | 1019 | 986  | 1574 | 1001 | 655  | 577  | 719  | 726  | 675  | 694  |
|               | 1869 | 1890 | 1921 | 1950 | 1980 | 2001 | 2017 | 2019 | 2022 | 2024 |